# Euteleuta fimbriata
Euteleuta fimbriata là một loài bọ cánh cứng trong họ Cerambycidae.